# Schmalt (Wuppertal)
Schmalt ist eine Hofschaft in der bergischen Großstadt Wuppertal. 

## Lage und Beschreibung
Die Hofschaft liegt im Nordwesten der Stadt auf 173 m ü. NHN im Tal des Eigenbachs im Norden des Wohnquartiers Eckbusch des Stadtbezirks Uellendahl-Katernberg an der Stadtgrenze zu Wülfrath. Unmittelbar am Ort vorbei verlaufen die Bahnstrecke Wuppertal-Vohwinkel–Essen-Überruhr und die Bundesautobahn 535.
Benachbarte Wohnplätze und Ortschaften sind Schloss Aprath, Schmalterplatz, Obenaprath, Koxhof, Wüstenhof, Klein- und Großhöfchen, Kohleiche, Hixter, Rosenland, Fredenhof, Jungholz, Wildenbruch und Zum Kothen. Steinbergsspliß ist abgegangen.

## Geschichte
Der Hof gehörte im 17. Jahrhundert zu den Gütern des Aufsitzers von Schloss Aprath. Zu der Zeit ist die Zugehörigkeit des Hofs zur Honschaft Oberdüssel der bergischen Herrschaft Schöller im Amt Solingen beurkundet.
Auf der Topographia Ducatus Montani des Erich Philipp Ploennies aus dem Jahre 1715 ist der Hof als Schmalt eingezeichnet. Unter dieser Bezeichnung ist er auch auf der Topographischen Aufnahme der Rheinlande von 1824 und auf der Preußischen Uraufnahme von 1843 als Zum Schmalt eingezeichnet. Auf Messtischblättern trägt der Ort im Laufe des 20. Jahrhunderts ebenfalls den Namen Schmalt.
Im 19. Jahrhundert gehörte Schmalt weiterhin zu der Honschaft Oberdüssel der Bürgermeisterei Wülfrath. Damit gehörte es von 1816 bis 1861 zum Kreis Elberfeld und ab 1861 zum alten Kreis Mettmann. 
1847 wurde die Bahnstrecke der Prinz-Wilhelm-Eisenbahn-Gesellschaft eröffnet. Die Strecke wurde unmittelbar am Hof vorbei trassiert. 
1888 lebten in Schmalt sieben Einwohner in einem Wohnhaus.
Mit der Kommunalreform von 1929 wurde der östliche Teil der Gemarkung Oberdüssel um Schmalt von Wülfrath abgespalten und in die neu gegründete Stadt Wuppertal eingemeindet. 
1990 wurde auf einem hohen Damm an Schmalt vorbei der Lückenschluss der Bundesstraße 224 zwischen Velbert und Wuppertal fertiggestellt. Nach Fertigstellung wurde die Schnellstraße 2007 zur Bundesautobahn 535 hochgestuft.